# Троицкое-Черёмушки
Тро́ицкое-Черёмушки или Тро́ицкое-Андре́ево — несохранившаяся деревянная усадьба дворян Андреевых. Территория находится на Юго-Западе современной Москвы, на территории Академического района Юго-Западного административного округа.
Усадебные постройки не сохранились, на их месте район многоквартирных домов Черёмушки. В настоящее время здесь проходит улица Шверника, на которой был возведён в 2003—2007 годах новый Троицкий храм.

## История
В 1630 году северную половину пустоши Черемошье купил Афанасий Осипович Прончищев. Его правнучка, Анна (Дарья?) Михайловна вышла замуж за сына Тимофея Ивановича Ржевского — Александра Тимофеевича (1691 — после 1754), и ей в приданое досталась пустошь, в которой молодые и решили обосноваться. Здесь была построена усадьба, изначально состоявшая из двух деревянных домов и кирпичной церкви Троицы, освященной в 1732 году.
Считается, что в 1742 году имение перешло к дочери Ржевских — Анне Александровне, бывшей замужем за князем И. М. Одоевским. Его сын, Пётр Иванович, продал усадьбу княгине Софье Михайловне Бекович-Черкасской (1712—1778). С 1764 года владельцем имения стал адмирал А. И. Головин (ум. 1766), а после его смерти — вдова, Мария Ионична Головина.
Известно, что до 1805 года владельцем имения был камергер князь А. Н. Голицын, затем — Фёдор Анастасович Ардалионов, дочь которого, Елена, поселилась в имении в 1809 году, выйдя замуж за обер-секретаря Правительствующего Сената Николая Петровича Андреева (1773 — до 1854). У супругов Андреевых было много детей и с тех пор, вплоть до национализации в 1917 году, село Троицкое принадлежало дворянам Андреевым, по которым она и получила название «Троицкое-Андреево». 

Находившаяся в Троицком усадьба не была особенно интересна в архитектурном плане: помещичий дом средней руки и ветхие службы — всё из дерева, материала не слишком долговечного. [Владельцы] жили так, как подавляющее большинство дворян их круга. Принадлежавшее им загородное жилье было типичным для небогатой помещичьей усадьбы, каких было очень много.— М. Ю. Коробко

## Троицкая церковь
Старая Троицкая церковь была снесена в конце XIX века и заменена новой, разрушенной в советское время в начале 1960-х годов. 